# Lippia longipedunculata
Lippia longipedunculata là một loài thực vật có hoa trong họ Cỏ roi ngựa. Loài này được Kuntze mô tả khoa học đầu tiên năm 1898.